# Drugnia Rządowa
Drugnia Rządowa – wieś w Polsce położona w województwie świętokrzyskim, w powiecie kieleckim, w gminie Pierzchnica.
W latach 1975–1998 miejscowość administracyjnie należała do województwa kieleckiego. 

## Historia
Drugnia – (dziś Drugnia i Drugnia Rządowa) była w wieku XIX wsią i folwarkiem rządowym leżącym w granicach powiatu stopnickiego, gminie i parafii Drugnia.
W 1827 roku było we wsi 75 domów i 471 mieszkańców. Z kolei Drugnia jako parafia dekanatu stopnickiego (dawniej: dekanatu szydłowskiego), liczyła 1759 wiernych, zaś Drugnia jako gmina liczyła wówczas 3072 mieszkańców i 9188 mórg..

Hasło Drugnia znajduje się w Słowniku geograficznym Królestwa Polskiego, w wydaniu z roku 1881, gdzie umieszczono również poniższą wzmiankę:
W XVIII w. królewszczyzna Drugnia w powiecie wiślickim płaciła 955 zł pogłównego.
Hasło Drugnia znajduje się także w Słowniku geograficznym Królestwa Polskiego, w wydaniu z roku 1900, gdzie umieszczono również poniższą wzmiankę:
Według wątpliwej autentyczności dokumentu w r. 1268 Prandota z Białaczowa jakoby poświęca kościół w Drugni i uposaża takowy. Akt spisano w Korczynie.
Fundatorem według tego dokumentu był książę Bolesław, który zbudował tą świątynię pod wezwaniem św. męczenników Wawrzyńca, Bartłomieja i św. Zygmunta króla, „de muro et lapidibas firmarit“. Dał kościołowi 2 kielichy srebrne, 5 ornatów, 2 antepedia, relikwie św. Zygmunta, tudzież w role, łąki, lasy a także kmieci uposażył.

Biskup od siebie dodał dziesięciny swego stołu z Drugni, wsi Podstoli i Radek (Kodeks Małopolski, t.II, s.284 i Kodeks Wielkopolski, s.438). W połowie XV w. wieś była królewska, ma kościół z kamienia pw. św. Zygmunta. Z łanów kmiecych dziesięcina szła do Chmielnika, z folwarku do Drugni. We wsi był młyn (Długosz L.B. t.I s.392).